# Hoa Đô
Hoa Đô (tiếng Trung: 花都区, Hán Việt: Hoa Đô khu) là một quận của thành phố cấp phó tỉnh Quảng Châu (广州市), tỉnh Quảng Đông, Cộng hòa Nhân dân Trung Hoa.